# Лафейетт (приход)
Лафейе́тт (англ. Lafayette Parish) или Лафайе́т (фр. Paroisse de Lafayette) — приход штата Луизиана, США. Официально образован в 1823 году. По состоянию на 2010 год, численность населения составляла 221 578 человек. Назван в честь маркиза Жильбера Лафайета — героя войны за независимость США.

## География
По данным Бюро переписи США, общая площадь прихода равняется 696,711 км2, из которых 696,711 км2 — суша, и 1,295 км2, или 0,200 %, — это водоёмы.

## Население
По данным переписи населения 2000 года на территории прихода проживает 190 503 жителя в составе 72 372 домашних хозяйства и 48 851 семья. Плотность населения составляет 273,00 человека на км2. На территории прихода насчитывается 78 122 жилых строения, при плотности застройки около 112,00-ти строений на км2. Расовый состав населения: белые — 73,36 %, афроамериканцы — 23,80 %, коренные американцы (индейцы) — 0,28 %, азиаты — 1,08 %, гавайцы — 0,03 %, представители других рас — 0,52 %, представители двух или более рас — 0,93 %. Испаноязычные составляли 1,74 % населения независимо от расы.
В составе 36,20 % из общего числа домашних хозяйств проживают дети в возрасте до 18 лет, 49,20 % домашних хозяйств представляют собой супружеские пары, проживающие вместе, 14,00 % домашних хозяйств представляют собой одиноких женщин без супруга, 32,50 % домашних хозяйств не имеют отношения к семьям, 25,40 % домашних хозяйств состоят из одного человека, 6,90 % домашних хозяйств состоят из престарелых (65 лет и старше), проживающих в одиночестве. Средний размер домашнего хозяйства составляет 2,57 человека, и средний размер семьи 3,12 человека.
Возрастной состав прихода: 27,40 % моложе 18 лет, 11,70 % от 18 до 24, 31,20 % от 25 до 44, 20,20 % от 45 до 64 и 20,20 % от 65 и старше. Средний возраст жителя прихода — 32 лет. На каждые 100 женщин приходится 94,40 мужчин. На каждые 100 женщин старше 18 лет приходится 91,40 мужчин.
Средний доход на домохозяйство прихода составлял 36 518 USD, на семью — 45 158 USD. Среднестатистический заработок мужчины был 36 428 USD против 22 751 USD для женщины. Доход на душу населения составлял 19 371 USD. Около 11,80 % семей и 15,70 % общего населения находились ниже черты бедности, в том числе — 18,20 % молодёжи (тех, кому ещё не исполнилось 18 лет) и 15,60 % тех, кому было уже больше 65 лет.
По данным переписи населения США 2010 г. в приходе Лафейетт проживала крупнейшая община франкофонов в Луизиане (27 432 человека, или 14,4 % населения), хотя их численность за 2000—2010 гг. значительно сократилась, как и во всей французской Луизиане.